# 13 lý do tại sao
13 lý do tại sao (13 Reasons Why) (cách điệu hóa trên phim thành Th1rteen R3asons Why) là một series truyền hình trực tuyến thuộc thể loại drama-thần bí của Mỹ dựa trên cuốn tiểu thuyết Thirteen Reasons Why năm 2007 của Jay Asher và được chuyển thể bởi Brian Yorkey cho Netflix. Nội dung của series xoay quanh một học sinh trung học, Clay Jensen, và một học sinh khác, Hannah Baker, người đã tự tử sau khi phải chịu một loạt những sự việc khiến bản thân bị vũ nhục, gây ra bởi một số học sinh khác tại trường của cô. Một hộp băng cassette do Hannah thu lại trước khi tự tử đã nói lên chi tiết về mười ba lý do tại sao cô muốn kết thúc đời mình.
Diana Son và Brian Yorkey là hai giám đốc sản xuất chính của series dài mười ba tập này. Series được sản xuất bởi July Moon Productions, Kicked to the Curb Productions, Anonymous Content và Paramount Television. Ban đầu dự kiến là một bộ phim sẽ được phát hành bởi Universal Pictures với vai chính dành cho Selena Gomez, việc sản xuất được chuyển thành một series truyền hình bởi Netflix vào cuối năm 2015. Gomez sau đó trở thành giám đốc sản xuất. Tất cả các tập, và một tập đặc biệt có tên 13 Reasons Why: Beyond the Reasons, được phát hành toàn cầu trên Netflix vào ngày 31 tháng 3 năm 2017.
Series đã nhận được phần lớn đánh giá tích cực từ các nhà phê bình và khán giả, khen ngợi vấn đề và các Diễn viên trong phim, cụ thể là hai Diễn viên chính, Dylan Minnette và Katherine Langford. Nó cũng đã gây ra tranh cãi về cách thể hiện gây sốc của series về các vấn đề như tự tử và hiếp dâm, cùng với những nội dung người lớn khác.

## Tóm tắt
Cậu thiếu niên Clay Jensen trở về nhà sau giờ học thì tìm thấy một chiếc hộp bí ẩn nằm trên hiên nhà mình. Bên trong đó, cậu phát hiện bảy cuộn băng cassette hai mặt được thu âm bởi Hannah Baker, là bạn cùng lớp và người yêu đơn phương của cậu - đã tự tử hai tuần trước. Trong đoạn băng, Hannah kể một câu chuyện gây xúc động, nói rõ mười ba lý do tại sao cô lại muốn kết liễu đời mình. Lời giới thiệu của cô rất rõ ràng: mỗi người nhận được chiếc hộp là một lý do tại sao cô tự tử, và sau khi mỗi người đã nghe xong những đoạn băng, họ phải chuyển hộp băng tới người tiếp theo. Nếu ai đó quyết định không làm theo, một bộ băng khác sẽ được phát hành ra công chúng. Mỗi đoạn băng nói về một người được chọn trong trường của cô và kể chi tiết về sự liên quan của họ với việc tự sát không thể tránh khỏi của cô. Khác với các nhân vật khác, Clay dùng xe đạp của mình để di chuyển đến các điểm mà Hannah chỉ dẫn trên bản đồ.

### Mùa 1
Do bị mẹ làm cho giật mình nên chiếc đài Clay mượn của bố đã bị hỏng, buộc cậu phải mượn chiếc Walkman từ Tony, và sau đó biết được mối tình đầu của Hannah với Justin Foley, cùng với tin đồn tục tĩu bắt đầu làm cô đi xuống, và Clay nhớ lại lúc anh làm việc chung với Hannah. Qua cuộn băng đầu này, Clay cũng biết được Tony biết hoàn toàn mọi sự việc và chính là người giám sát thay cho Hannah. Ở những cuộn băng sau đó, lần lượt là Jessica, Alex, 2 người từng là bạn tốt của Hannah và trở thành một cặp rồi không chơi với Hannah nữa, và sau đó Jessica đã tát Hannah vì cho rằng cô là lý do mà Jessica và Alex chia tay, Tyler là kẻ chuyên rình mò Hannah và chụp được ảnh khi Hannah và Courtney chơi trò truth or dare mà sau đó chính Courtney cũng nằm ở một trong số những cuốn bằng vì đổ lỗi cho Hannah khi bức anh phanh phui.
Marcus đã giở trò sỉ nhục cô trong ngày Valentine Một đôla, là Zach vì lấy cắp những tấm thiệp ghi lời khen của các bạn trong lớp, thứ đối với cô là nguồn sống ở thời điểm đó, là Ryan vì công bố bài thơ cô viết trong nhật ký khi còn nhỏ, là Sheri vì cô đã đâm đổ biển báo trên đường và bỏ chạy và sau đó gián tiếp gây tại nạn cho Jeff là một người bạn thân của Clay khi vạ chạm ở khu vực ngã rẽ mà không có biển báo.
Trong bữa tiệc hè, Bryce đã đẩy Justin ra khỏi phòng và quan hệ với Jessica khi cô này đang say, họ không hề biết rằng Hannah đang trốn trong phòng, sau đó Bryce cũng cưỡng hiếp Hannah trong một bữa tiệc khác. Sau đó là chính Clay cũng có tên trong bản ghi âm, lý do vì Hannah và Clay suýt nữa quan hệ và Clay ra khỏi phòng theo ý của Hannah, nhưng Hannah lại muốn Clay ở lại, trong băng, Hannah thể hiện sự ngưỡng mộ và tôn trọng với cậu, cũng như muốn cậu biết được sự thật. Cuối cùng là thầy Porter, người cuối cùng mà cô mong có thể nói chuyện được, nhưng cuối cùng thầy không hiểu và không biết là cô sẽ tự sát.
Riêng Justin xuất hiện ở 2 mặt băng khác nhau, ở mặt đầu tiên sau khi công khai tấm hình của mình với Hannah ở công viên và ở mặt khác là do không ngăn cản Justin cưỡng hiếp Jessica, dù cô không biết rằng chính Bryce mới là kẻ cưỡng hiếp Jessica, và kẻ bị đẩy ra là Justin.
Sau khi Hannah không còn tin ai nữa, cô quyết định ghi âm những gì mình muốn nói thành 13 bản, tương đương 12 người (vì Justin xuất hiện 2 lần) đóng vào 2 hộp gồm 1 bản sao và 1 bản chính, 1 hộp gửi cho bưu điện, bản sao gửi cho Tony vì cậu không tỏ ra thích thú với những trò mà những học sinh khác thường làm với Hannah, và là một người sẵn sàng giúp đỡ bạn bè nếu có thể. Hannah đến gõ cửa Tony nhưng Tony không mở cửa. 45 phút sau, Tony ra mở cửa, lấy chiếc hộp và nghe thử băng đầu tiên, sau đó cậu tức tốc phóng đến nhà Hannah thì cô đã tự tử vì tự cắt cổ tay mình. Do đó cậu luôn hối hận vì mình không thể giữ Hannah ở lại.
Đến những phút cuối của mùa 1, Tony đã chép 13 bản âm thanh của Hannah cùng với 1 bản mà Clay tự làm và thu được khi ép Bryce nói mình đã quan hệ với Jessica ra một USB và đưa nó cho bố mẹ của Hannah, họ đang đứng trước nguy cơ phải dọn nhà đi nếu thua kiện với vụ tự tử của con gái.
Vì được đưa gần như cuối cùng (người cuối cùng là thầy Porter), nên tất cả những người trong đoạn băng đều được nghe và biết rõ chuyện gì sẽ xảy đến với mình, duy chỉ có Alex là không trốn tránh và còn tự tử hụt để thừa nhận trách nhiệm.

## Các Diễn viên

### Chính
- Dylan Minnette trong vai Clay Jensen[5]
- Katherine Langford trong vai Hannah Baker[5]
- Christian Navarro trong vai Tony Padilla[5]
- Alisha Boe trong vai Jessica Davis[5]
- Brandon Flynn trong vai Justin Foley[5]
- Justin Prentice trong vai Bryce Walker[5]
- Miles Heizer trong vai Alex Standall[6]
- Ross Butler trong vai Zach Dempsey[5]
- Devin Druid trong vai Tyler Down[5]
- Amy Hargreaves trong vai Lainie Jensen[7]
- Derek Luke trong vai Kevin Porter[6]
- Kate Walsh trong vai Olivia Baker[6]

### Định kỳ
- Brian d'Arcy James trong vai Andrew "Andy" Baker
- Josh Hamilton trong vai Matt Jensen
- Michele Selene Ang trong vai Courtney Crimsen
- Steven Silver trong vai Marcus Cole
- Ajiona Alexus trong vai Sheri Holland
- Tommy Dorfman trong vai Ryan Shaver
- Sosie Bacon trong vai Skye Miller
- Brandon Larracuente trong vai Jeff Atkins
- Timothy Granaderos trong vai Montgomery de la Cruz
- Steven Weber trong vai Hiệu trưởng Gary Bolan
- Keiko Agena trong vai Pam Bradley
- Mark Pellegrino trong vai Cảnh sát trưởng Deputy Standall
- Joseph C. Phillips trong vai Mr. Davis
- Cindy Cheung trong vai Karen Dempsey
- Henry Zaga trong vai Brad
- Robert Gant trong vai Todd Crimsen
- Wilson Cruz trong vai Dennis Vasquez